# Raionul Olănești
Raionul Olănești (în rusă Олонештский район) a fost o unitate teritorial-administrativă din RSS Moldovenească, care a existat de la 11 noiembrie 1940 până în iunie 1959.

## Istorie
La fel ca majoritatea raioanelor RSS Moldovenești, raionul Olănești a fost înființat pe 11 noiembrie 1940, iar centru raional a fost desemnat satul Olănești.
Până la 16 octombrie 1949 raionul a fost în componența ținutului Bender, iar după abolirea divizării pe ținuturi a intrat în subordonare republicană. 
Din 31 ianuarie 1952 până în 15 iunie 1953, raionul a intrat în componența districtului Tiraspol, după abolirea districtelor din RSSM a redevenit din nou în subordonare republicană.
În iunie 1959 raionul Olănești a fost lichidat, iar teritoriul acestuia a revenit raionului Căușeni. Ulterior întreg teritoriu al acestui a intrat în componența raionului Suvorov.

## Divizare administrativă
Ca stare la 1 ianuarie 1955, raionul Olănești includea 8 consilii sătești: Căplani, Carahasani, Cioburciu, Crocmaz, Olănești, Palanca, Purcari și Slobozia.